# I like the way (Ritchie Cordell)
I like the way is een single van Tommy James and the Shondells dat werd geschreven door Ritchie Cordell. Op de B-kant staat het nummer (Baby) Baby I cant take it no more. Beide nummers komen op het album I think we're alone now voor. De single stond 7 weken in de Billboard Hot 100 en bereikte nummer 25 als hoogste notering.
Het nummer werd door verschillende artiesten gecoverd. Op de A-kant van een single verschenen versies van The Cedars (1968) en The P.J.'s (1972). Op de B-kant verscheen het op singles van Len Barry (Sweet & funky, 1968) en The Cats (Times were when, 1970). Daarnaast verscheen het nog op albums van verschillende artiesten. Tommy James and the Shondells brachten het nummer zelf nog een groot aantal malen uit op verzamelalbums.